# Балкания
„Балкания Куотърли Магазин“ (на английски: Balkania Quarterly Magazine) е американско политическо издание, издавано от дееца на Македонската патриотична организация Христо Анастасов в Сейнт Луис, Мисури, САЩ от 1966 до 1973 година.
Списанието започва да излиза в 1966 година. Помощник-редактор на Анастасов е Христо Низамов. Списанието са занимава с Македонския въпрос. В него пише и бившият лидер на ВМРО Иван Михайлов.
Списанието спира в 1973 година поради липса на средства.